# نگارماهی
نگارماهی (نام علمی: Scomberomorus regalis) نام یک گونه از تیره تون‌ماهیان است.